# 조규화
조규화(曺圭化, 일본어: 松山 眞一 마쓰야마 신이치[*], 1927년~2022년 5월 7일)는 재일 한국인 야쿠자로, 극동회의 5대 회장이었다.

## 참고 자료
- 山平重樹 (1999). 《ヤクザ大全 この知られざる実態》. 幻冬舎. ISBN 4-87728-826-0. 다음 글자 무시됨: ‘和書’ (도움말)